# Война между сушей и морем
«Война между сушей и морем» (англ. The War Between the Land and the Sea) — предстоящий британский научно-фантастический телесериал, являющийся спин-оффом телесериала «Доктор Кто» о ЮНИТ и морских дьяволах. Сценаристы — Расселл Ти Дейвис и Пит Мактай. Режиссёр — Дилан Холмс Уильямс. В главных ролях — Рассел Тови и Гугу Мбата-Роу. Сериал будет состоять из 5 серий и выйдет в 2025 году.

## Синопсис
Организация ЮНИТ должна предпринять меры для предотвращения глобальной войны, после того как из моря на поверхность выходит древняя раса морских дьяволов.

## Актёры
- Рассел Тови[2] — Баркли[3]
- Гугу Мбата-Роу[2] — Солт[3]
- Джемма Редгрейв — Кейт Летбридж-Стюарт[2]
- Александр Девриент — полковник Ибрагим[2]
- Рут Мэдли[англ.] — Ширли Энн Бингэм[4]
- Колин Макфарлейн — генерал Остин Пирс[4]
- Адриан Лукис[англ.][5]
- Патрик Балади[англ.][5]
- Винсент Франклин[англ.][5]
- Франческа Корни[5]
- Мей Мак[англ.][5]

## Список серий
| Номер серии | Название серии | Режиссёр            | Сценарист                      | Дата выхода в эфир | Зрителей (млн) |
| ----------- | -------------- | ------------------- | ------------------------------ | ------------------ | -------------- |
| 1           | TBA            | Дилан Холмс Уильямс | Расселл Ти Дейвис              | 2025               | TBA            |
| 2           | TBA            | Дилан Холмс Уильямс | Пит Мактай                     | 2025               | TBA            |
| 3           | TBA            | Дилан Холмс Уильямс | Пит Мактай                     | 2025               | TBA            |
| 4           | TBA            | Дилан Холмс Уильямс | Расселл Ти Дейвис и Пит Мактай | 2025               | TBA            |
| 5           | TBA            | Дилан Холмс Уильямс | Расселл Ти Дейвис              | 2025               | TBA            |

## Производство

### Подготовка
В ноябре 2023 года газета «The Mirror» написала о подготовке к съёмках на Мальте весной 2024 года нового спин-оффа сериала «Доктор Кто» под названием «Война между сушей и морем» с участием морских дьяволов. Тогда же компания Bad Wolf, занимающаяся производством основного сериала, зарегистрировала компанию The War Between Limited. В январе 2024 года сайт со съёмочными планами подтвердил создание данного спин-оффа, указав, что начало съёмок в Кардиффе запланировано на 4 марта. На фестивале San Diego Comic-Con в июле 2024 года шоураннер сериала «Доктор Кто» Расселл Ти Дейвис официально объявил о производстве спин-оффа.
Производство ведут компании Bad Wolf и BBC Studios. Исполнительные продюсеры — Расселл Ти Дейвис, Фил Коллинсон, Джоэл Коллинс, Джули Гарднер и Джейн Трантер. Продюсером сериала стал Эдоардо Ферретти. Сценарии первой и пятой серий написан Дейвисом, второй и третьей — Питом Мактаем, который в сериале «Доктор Кто» был сценаристом серий «Керблам!» (2018) и «Праксей» (2020), а четвёртая серия написана ими совместно. В спин-оффе главными монстрами являются морские дьяволы — раса существ, впервые появившихся в сериале «Доктор Кто» в одноимённой истории (1972), а в последний раз — в серии «Легенда о морских дьяволах» (2022). 20 августа прошла читка сценариев всех пяти серий.
30 мая 2025 года было объявлено, что композитором сериала стал Лорн Балф. Балф также объявил, что в следующем месяце будет живая запись саундтрека с возможностью посещения.

### Кастинг
Актёры Рассел Тови и Гугу Мбата-Роу были объявлены на главные роли в сериале. Ранее в сериале «Доктор Кто» они соответственно играли Алонсо Фрейма в сериях «Путешествие проклятых» (2007) и «Конец времени» (2010) и Тиш Джонс, сестры спутницы Доктора Марты Джонс в 3-м сезоне (2007), однако, согласно Расселлу Ти Дейвису, они сыграют новых персонажей. Из сериала «Доктор Кто» вернутся к ролям сотрудников ЮНИТ Кейт Летбридж-Стюарт, полковника Ибрагима и Ширли Энн Бингэм актёры Джемма Редгрейв, Александер Девриент и Рут Мэдли. Также вернётся актёр Колин Макфарлейн в роли генерала Остин Пирс, которую он исполнил в 3-м сезоне  («Дети Земли») телесериала «Торчвуд» (2009).

### Съёмки
Режиссёром стал Дилан Холмс Уильямс, который также был режиссёром серий «73 ярда» и «Точка и пузырь» 14-го сезона (2024) сериала «Доктор Кто». Все 5 серий являются одним съёмочным блоком. Съёмки начались в августе 2024 года в Уэльсе. В октябре также проходили съёмки на Мальорке в Испании. Съёмки завершились в декабре 2024 года.

## Премьера
Сериал ожидается к выходу в 2025 году на телеканале BBC One и на стриминг-платформе BBC iPlayer в Великобритании, а в остальном мире — на стриминг-сервисе Disney+. Трейлер к сериалу вышел 31 мая, сразу после премьеры последнего эпизода 15-го сезона сериала «Доктор Кто».